# Суботица
Субо́тица (серб. Суботица / Suboticaо файле, венг. Szabadka) — город в северной Сербии, в автономном крае Воеводина. Является вторым по величине городом Воеводины после города Нови-Сада и пятым по величине городом Сербии (не включая Косово), а также самым северным городом Сербии. Население города по данным на 2022 год составляет 94 228 человека, население агломерации, городского поселения Суботица, составляет 123 952 человека. Административный центр Северно-Бачского округа.

## География

### Географическое положение
Суботица находится в пределах Среднедунайской низменности, примерно в 10 км от границы с Венгрией, на высоте 109 м над уровнем моря.
Город расположен в Панонской низменности, которая имеет давние традиции и богатое культурное наследие. Община, включающая сам город и 18 сёл, занимает площадь 1008 км².
Благодаря своему географическому положению и трудолюбивым жителям, Суботица со временем стала значительным административным, промышленным, торговым, транспортным и культурным центром в Северной Бачке. А близость Паличского озера делает этот город ещё и туристическо-рекреационным центром.

### Климат
Суботица располагается в зоне умеренного климата. Для неё характерна суровая зима, тёплое лето и нестабильность осадков по количеству и времени. Средняя температура воздуха составляет 11,4 °С, относительная влажность — 69 %, количество дней с дождем — 105, со снежным покровом — 59, давление воздуха 1007,0 мб, осадки в год — 491, 3 мм.

## История
Установлено, что люди на месте будущего города жили ещё три тысячи лет назад. Благодаря расположению на пути между Европой и Азией это место было ареной конфликта многих народов и государств: Болгарского царства, Венгрии, Османской империи, Габсбургской монархии и других.
В результате частых и крупных миграций на территории Суботицы оказывались различные народы, до сих пор живут здесь сербы, венгры, немцы, словаки, буньевцы, греки. Зачастую новые хозяева меняли название города — за свою историю город сменил более 200 названий.

## Древнейшая история
Самые древние археологические находки в районе Суботицы обнаружены на берегу озера Лудаш и датируются временем последнего ледникового периода.
Однако в непосредственной близости от города встречаются находки из неолита, медного, бронзового века. Некоторое количество находок говорит и о присутствии скифов, даков, готов, гуннов, авар.

## Средние века
Во время аварского господства здесь с VI века появляются и славяне. После падения Аварского каганата эта область входит в состав славянских государств — Великоморавского княжества и Болгарского царства. Областью Бачка в период болгарского правления правил воевода Салан.
Впервые в письменных документах Суботица упоминается во время венгерского правления 7 мая 1391 под латинским названием Zabatka. Построенный на перекрёстке путей, этот город часто был местом бурных исторических событий. Трансильванский герцог Янош Понграц из Денгелега в 1470 возвёл здесь крепость, однако она не смогла противостоять людям и времени. От неё сейчас остались только следы на внутренней стене башни Франевачской церкви.

## Царь Йован Ненад
Полулегендарная личность из прошлого Суботицы — царь Йован Ненад, появившийся после поражения, нанесённого венгерской армии Турками на Мохаче в 1526. Его таинственность увеличивала странная чёрная полоса, которая шла от висков до ступней ног, из-за чего царя прозвали Чёрный. Он вытеснил турок из Бачки и основал здесь своё недолговечное славянское, относительно сербское государство, которое кроме Бачки включала северный Банат и небольшую часть Срема. Провозгласил себя царём, а Суботицу выбрал столицей. Погиб в 1527 году в конфликте с венгерским правителем. Вскоре после смерти царя исчезло и его государство. Через четыре столетия, в годовщину его смерти, в Суботице ему на главной площади был поставлен памятник, который в 1941 разрушили венгерские оккупанты. Обновлён и вновь поставлен в 1991.
Город был под властью Османской империи с 1542 до 1686 гг., а затем перешёл под власть Габсбургов. При османской власти город назывался Sobotka. Местные сербы и буневцы с XVII века использовали название Суботица. В середине XVIII века город переименовали в Sancta Maria, затем с 1779 — Maria Tereziopolis в честь австрийской императрицы Марии Терезии. Венгерское название Szabadka (Са́бадка) вошло в официальное употребление с 1845 года. В 1918 Суботица вошла в состав Королевства Сербов, Хорватов и Словенцев и получила официально своё современное название.

## Население
| Народность                | Национальный состав согласно переписи 2022 года | Национальный состав согласно переписи 2022 года |
| Народность                | Человек                                         | %                                               |
| ------------------------- | ----------------------------------------------- | ----------------------------------------------- |
| Сербы                     | 32 360                                          | 34,34 %                                         |
| Венгры                    | 24 687                                          | 26,2 %                                          |
| Хорваты                   | 6997                                            | 7,43 %                                          |
| Буневцы                   | 6146                                            | 6,52 %                                          |
| Цыгане                    | 2888                                            | 3,06 %                                          |
| Югославы                  | 1850                                            | 1,96 %                                          |
| Черногорцы                | 733                                             | 0,78 %                                          |
| Македонцы                 | 282                                             | 0,3 %                                           |
| Албанцы                   | 262                                             | 0,28 %                                          |
| Муслимане                 | 187                                             | 0,2 %                                           |
| Русские                   | 186                                             | 0,2 %                                           |
| Боснийцы                  | 164                                             | 0,17 %                                          |
| Горанцы                   | 166                                             | 0,18 %                                          |
| Русины                    | 141                                             | 0,15 %                                          |
| Немцы                     | 112                                             | 0,12 %                                          |
| Словаки                   | 115                                             | 0,12 %                                          |
| Словенцы                  | 78                                              | 0,08 %                                          |
| Румыны                    | 51                                              | 0,05 %                                          |
| Украинцы                  | 49                                              | 0,05 %                                          |
| Болгары                   | 49                                              | 0,05 %                                          |
| Влахи                     | 8                                               | 0,01 %                                          |
| Региональная идентичность | 442                                             | 0,47 %                                          |
| Остальные                 | 659                                             | 0,7 %                                           |
| Неизвестно                | 10 817                                          | 8,73 %                                          |
| Не указано                | 4799                                            | 3,87 %                                          |
| Всего                     | 94 228                                          | 100 %                                           |

Динамика численности населения по годам:
| Год       | 1948   | 1953   | 1961   | 1971   | 1981    | 1991    | 2002   | 2011   | 2022   |
| --------- | ------ | ------ | ------ | ------ | ------- | ------- | ------ | ------ | ------ |
| Население | 63 048 | 66 057 | 74 999 | 88 769 | 100 472 | 100 386 | 99 981 | 97 910 | 94 228 |

Сербский язык является наиболее часто используемым языком в повседневной жизни. Венгерский язык также используется почти третью населения в ежедневных беседах. Оба языка широко используются в коммерческих и официальных обозначениях.

## Достопримечательности
- Вознесенская церковь (православная; 1723—1726)
- Францисканская церковь Архангела Михаила (католическая; 1729—1736)
- Собор Святой Терезы Авильской (католический; 1773—1779)
- Церковь Святого Димитрия (православная; 1818)
- Часовня Радичей (православная; 1868)
- Часовня Остоичей (православная; 1879—1881)
- Часовня Святого Роха (католическая; 1884)
- Дворец С. Леовича (1893)
- Здание городского собрания (1897)
- Часовня Милиновичей (1898)
- Синагога (1901—1902)
- Дворец Р. Райхля (1904)
- Ратуша (1901—1910)

Городская ратуша и многие дома в центре построены в начале XX века в стиле венгерского модерна.

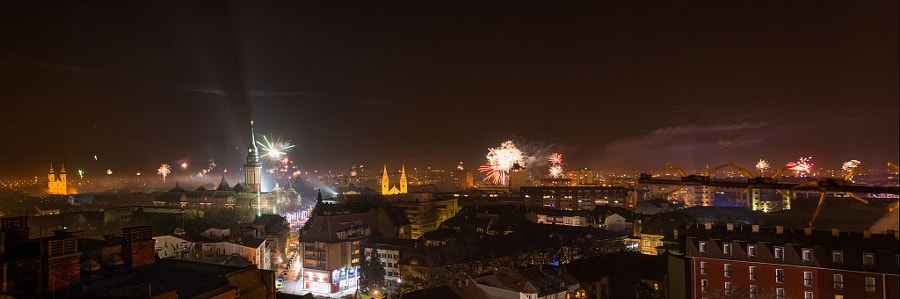
Встреча Нового 2017 года в Суботице

В 6 км находится городок Палич с озером и парком.

## Образование
В городе находятся экономический и строительный факультеты, а также учительский факультет с преподаванием на венгерском языке Нови-Садского университета.

## Транспорт
В городе функционировал трамвай (1897—1974) — ныне закрыт.
Строится скоростная железная дорога Белград — Будапешт.

## Города-побратимы
- Сегед, Венгрия
- Дунайска-Стреда, Словакия
- Оломоуц, Чехия
- Одорхею-Секуйеск, Румыния
- Брест, Белоруссия

## Галерея

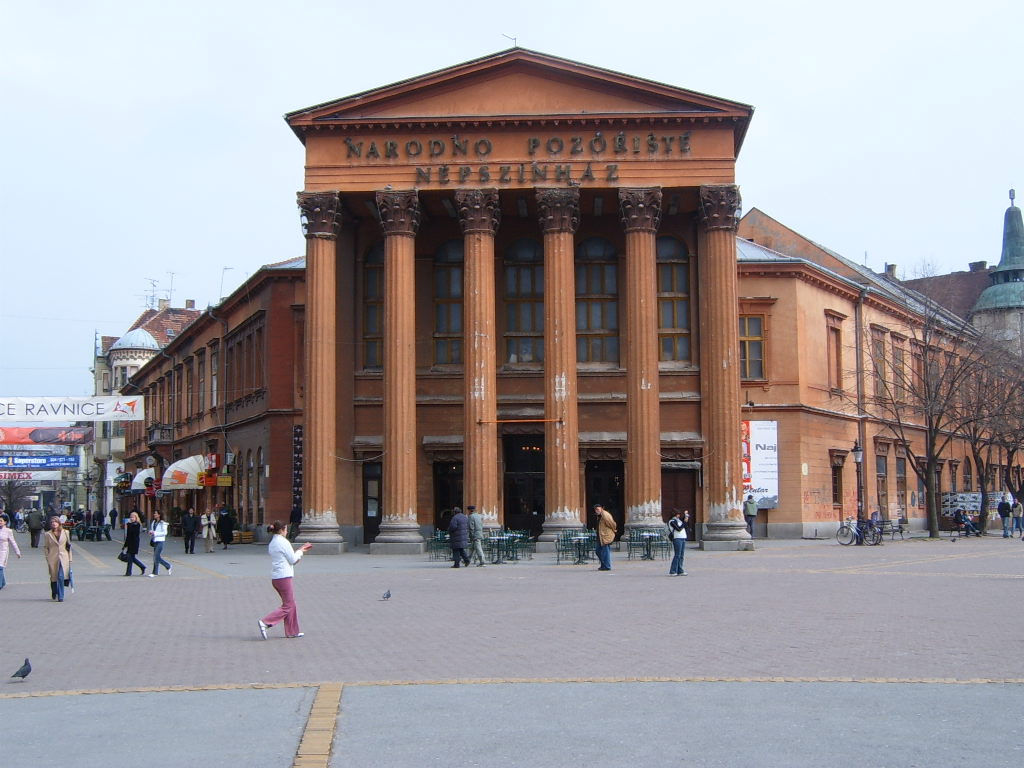
Национальный театр в Суботице до начала реконструкции
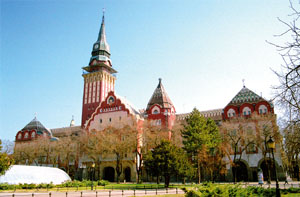
Городская ратуша
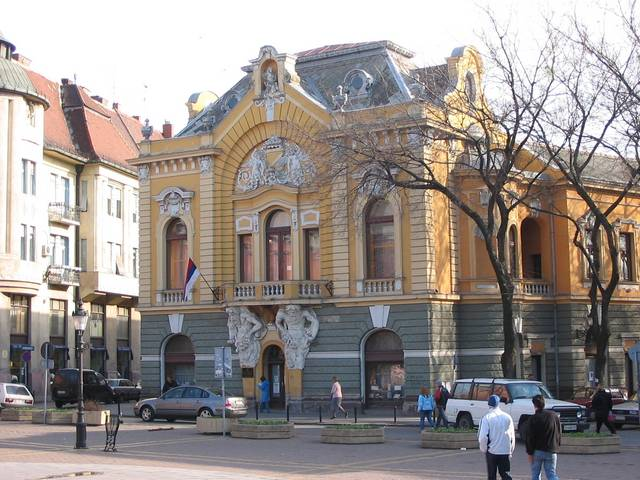
Здание городской библиотеки
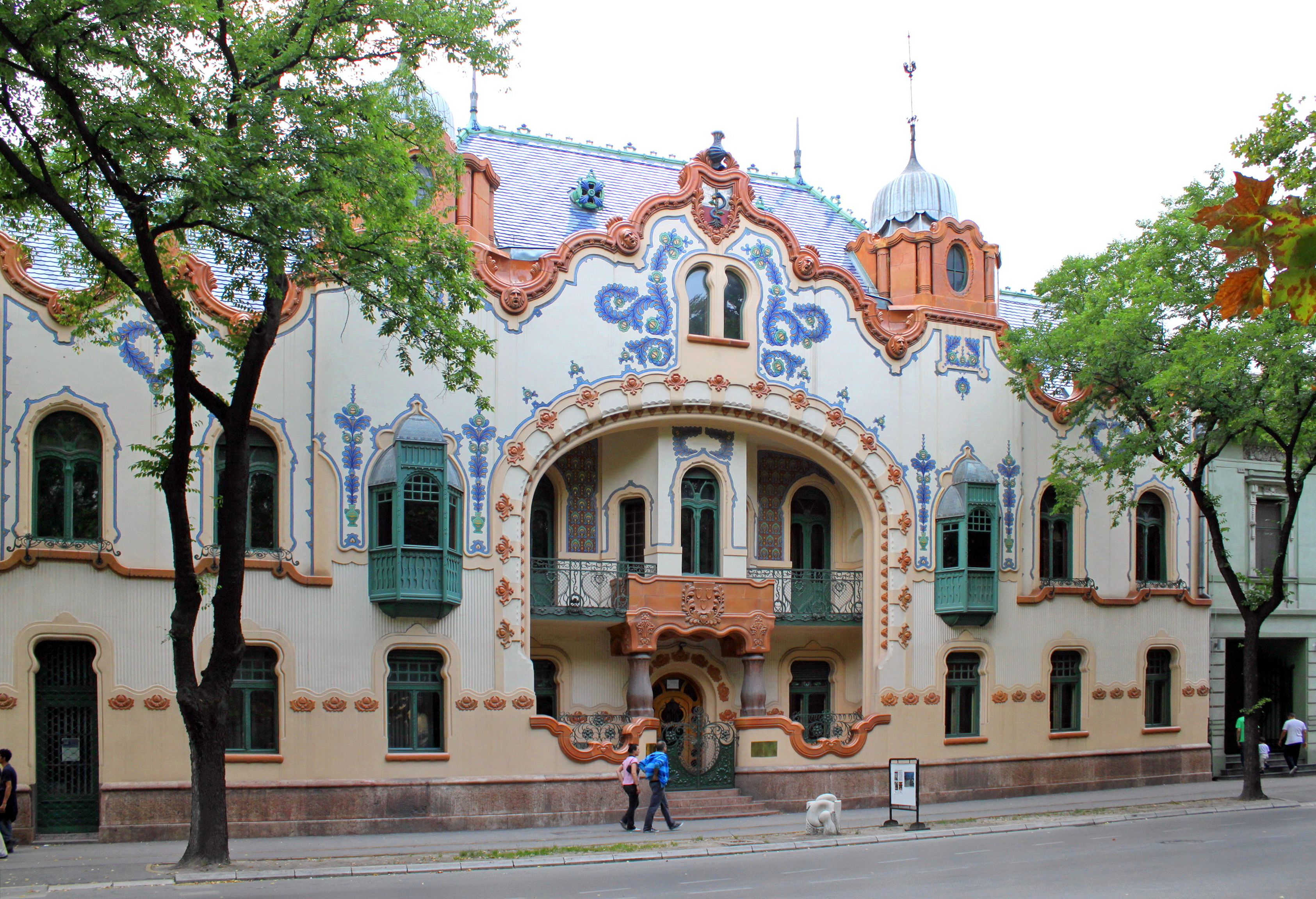
Галерея современного искусства